# Nebankovní půjčka
Nebankovní půjčka je zápůjčka poskytovaná jiným subjektem než bankou. Typické pro tyto zápůjčky jsou benevolentnější podmínky pro jejich získání. Zřídka je potřeba doložit příjmy a čistý výpis z rejstříku dlužníků. Tato výhoda je však vyvážena poměrně vyššími úroky a vysokou roční procentní sazbou nákladů (RPSN). Jsou ale výjimky. Konkurence mezi poskytovateli došla tak daleko, že některé nebankovní společnosti konkurují bankovním a v některých případech jsou i výhodnější.

## Situace na trhu
Od 1. prosince 2016 začala platit novela zákona o spotřebitelském úvěru, která zpřísňuje poskytovatelům bankovních a nebankovních půjček situaci na trhu. Vláda si od tohoto kroku slibovala vymýcení lichvářských praktik některých společností v této oblasti. Všechny podnikatelské subjekty, které chtějí od 1. prosince 2016 poskytovat lidem nebankovní půjčky, musí získat licenci od ČNB – ta nově na tyto subjekty dohlíží. Už nestačí pouhý živnostenský list, jak tomu bylo doposud. Každý subjekt, který získá tuto licenci, je povinen řídit se příslušnými nařízeními. Povinnosti poskytovatelů nebankovních půjček jsou následující:
- Poskytovatel musí důkladně prověřit finanční situaci žadatele o půjčku před jejím schválením. To platí i pro drobné půjčky do 5 000 Kč, na které se doposud zákon nevztahoval. Pokud vyjde najevo, že by žadatel měl problémy se splácením půjčky, nesmí poskytovatel žádost schválit. V případě, že si poskytovatel vůbec neověří finanční situaci žadatele, mohl by se klient dovolat neplatnosti takové smlouvy, a to až 3 roky od jejího uzavření.[2] Dlužníkovi je při úspěšném dovolání umožněno vrátit pouze poskytnutou jistinu – bez úroků, pokut i dalších poplatků – v době přiměřené jeho možnostem.[3]
- Poskytovatel musí nově podat zákazníkovi všechny informace o celkových nákladech na úvěr v pevně dané struktuře. To má zjednodušit porovnání nabídek bankovních a nebankovních institucí mezi sebou. Klient totiž přímo uvidí, kolik peněz za úvěr finanční instituci ve skutečnosti zaplatí. Poskytovatel dále nemůže do dokumentu doplňovat jakékoliv další informace, které by případné srovnání ztěžovaly.
- Poskytovatel musí dát zákazníkovi 14 dní na rozmyšlenou od zaslání nabídky. Během té doby nemůže nabídku měnit ani odvolat.
- Změnila se možnost spojená s předčasným splacením. Každý rok může klient splatit zdarma až 25 % jistiny. Pokud se navíc klient dostane do těžké životní situace, např. kvůli úmrtí v rodině nebo trvalé invaliditě, bude mu umožněno předčasné splacení celého hypotéčního úvěru.[4]
- Pokud poskytuje poskytovatel zákazníkovi tzv. radu, musí tak činit písemně. Rada je činnost poskytovaná nad rámec běžného zprostředkování a poskytování úvěru.
- Pokud po schválení půjčky dlužník nebude schopen půjčku splácet, poskytovatel půjčky po něm může chtít na pokutách maximálně 50 % jistiny (maximálně však 200 000 Kč). Délka splatnosti půjčky poté musí být stanovena minimálně na 6 měsíců. Až poté může společnost přistoupit k dalším právním krokům.[5]
- Všechny spory týkající se úvěrů musí být vedeny skrze soud. Finančním institucím je zakázáno používat rozhodčí doložky. Ty dříve zajišťovaly, že v případě nesplácení spor neřešil soud, ale věřitelem zvolený soukromý arbitr, který byl často zaujatý. Tímto způsobem se legalizovaly neadekvátní úroky a pokuty.[6]

Některé společnosti nabízejí novým klientům první půjčku zdarma.

### Problémy spojené s novou novelou
Novela zákona o spotřebitelském úvěru nepřinesla jen zvýhodnění pro spotřebitele. Zároveň s její platností nastávají spotřebitelům i některé obtíže. Od 1. prosince 2016 je mnohem těžší získat úvěr, dokonce i ten drobný do 5 000 Kč. Na takové úvěry se dosud tento zákon nevztahoval a u nebankovních organizací často fungovaly jako tzv. mikropůjčky pro lidi, kteří potřebovali akutně řešit svou finanční situaci, ale z hlediska času, záznamu v registru dlužníků nebo kvůli jiným problémům nedosáhli na klasický úrok. 
Podobná situace postihla i větší nebankovní úvěry, které též přinášely možnost půjčky pro ty, kteří obvykle neměli na bankovní nízkoúrokovou půjčku nárok, tj. nezaměstnaní, studenti, důchodci nebo třeba rodiče na rodičovské dovolené. 
To ale neznamená, že by byla možnost půjčky pro všechny lidi se špatnou bonitou zcela uzavřena. V novele není kritérium bonity zákazníka jasně definováno. Je na každé finanční instituci jakým způsobem a jak důkladně k prověření přistoupí. Může se tedy stát, že v mnohých případech se bude nadále půjčovat i nedostatečně bonitním klientů.
Přesto panovala obava, že tito nebonitní klienti budou odkázáni na pouze lichvu, tj. půjčky s přehnaně vysokým úrokem, které už nebudou jakkoliv regulované státem. Ty budou poskytovat „finanční instituce“, které nepožádaly o licenci nebo ji nezískaly, a přesunuly se do šedé nebo černé ekonomiky. Náznak nekalého chování se objevuje v praxi. „Lichváři“ tlačí dlužníky k tomu, aby si vyřídili živnostenský list a půjčku pak sjednávali na svou podnikatelskou činnost. Na půjčky pro podnikatele se totiž zákon o úvěru pro spotřebitele nevztahuje.
S potlačením nekalého jednání či lichvy může pomoci i občan sám. Již pouhá inzertní nabídka úvěru bez licence představuje porušení zákona a spotřebitel se může při podezření na protiprávní jednání obrátit jak na Českou obchodní inspekci, tak i na policii.

## Druhy půjček
Nebankovní půjčky je možné rozdělovat do jednotlivých skupin podle různých kritérií: Nejčastěji jsou tyto půjčky rozdělovány na spotřebitelské (tzn. výhradně pro fyzické osoby) a firemní, dále podle doby splatnosti, maximální výše úvěru a formy zajištění.  
Spotřebitelské úvěry jsou určeny výhradně pro fyzické osoby. Při sjednání této půjčky se nebankovní společnost musí řídit platným zákonem o spotřebitelském úvěru a dalšími souvisejícími právními předpisy. Fyzické osoby jsou tímto zákonem chráněny. Firemní úvěry jsou naproti tomu uzavírány podle obchodního zákoníku.
Podle doby splatnosti se úvěry obecně dělí na krátkodobé, střednědobé a dlouhodobé. Nebankovní půjčky pro spotřebitele jsou ve většině případů krátkodobé. Doba splatnosti se obvykle pohybuje od několika dnů do maximálně jednoho roku. Na trhu jsou ovšem i nabídky půjček se střednědobou a dlouhodobou splatností (pozn. až 10 let).
Poskytovatelé nebankovních půjček si určují také maximální výši úvěru. Ta se odvíjí od bonity zájemce o půjčku. V případě krátkodobých půjček nebankovní společnosti obvykle poskytují částky do 10 000 korun. Maximální výše částky se může postupně zvyšovat s počtem bezproblémově splacených úvěrů.
Nebankovní půjčky na nižší částky jsou běžně poskytovány bez ručení. U půjček na vyšší částky je naopak vyžadováno také zajištění. V případě nebankovní americké hypotéky je vždy vyžadováno zajištění nemovitostí. Nebankovní úvěr s ručením nemovitostí poskytuje prostor ke snížení úrokové sazby. Jako zajištění nemusí sloužit pouze nemovitost.  Nebankovní společnost může požadovat například ručení automobilem nebo jiným movitým majetkem.

## Výhody nebankovních půjček
Tyto půjčky jsou někdy dostupné i pro tzv. rizikové klienty, tj. klienty bez dokladů o příjmech a se záznamy v registru dlužníků. Takových klientů by však mělo ubývat, jelikož společnosti poskytující nebankovní půjčky musí před podpisem smlouvy o zápůjčce posoudit, zda klient bude schopen splácet. Jejich hlavní výhodou je snadné a rychlé vyřízení – půjčku je možné vyřídit a získat řádové v rámci několika minut – např. online, telefonicky nebo pomocí SMS. Půjčky jsou zaměřené zejména na menší částky a u mnohých z nich se objevuje možnost první půjčky zdarma bez úroků. Za takové půjčky v případě včasného splacení nezaplatíte ani o korunu víc. 

## Nevýhody nebankovních půjček
Zejména krátkodobé půjčky jsou zatížené vysokou úrokovou sazbou a velmi vysokou RPSN. U krátkodobých půjček však vzhledem k jejich povaze nelze sazbu RPSN brát jako absolutní měřítko, neboť se vyhodnocuje na roční bázi, zatímco krátkodobé půjčky jsou splatné typicky do 30 dní.
U některých společností jsou s nimi spojené i vyšší poplatky, poměrně vysoké poplatky za prodloužení doby splatnosti a vysoké pokuty za její nedodržení. 
Na trhu nebankovních půjček jsou společnosti, kde v případě nesplacení úvěru dojde k naúčtování poplatků v takové výši, že mohou několikanásobně přesáhnout samotnou půjčku. 

## Komu se vyplatí nebankovní půjčky
Dnes již mnohé nebankovní společnosti konkurují samotným bankám, ale ve většině případů jsou výhodné zejména proto pro ty, kterým je umožněna první půjčka zdarma bez úroku, také pro zaměstnance či podnikatele, kteří mají zájem o půjčku v řádech tisíců na krátkou dobu nebo pro důchodce, rodiče na rodičovské dovolené, studenty, nezaměstnané, lidi bez doložitelných příjmů či ty se záznamem v registru dlužníků. Nevýhodné jsou pro ty, kteří si mohou půjčit z banky, potřebují si půjčit větší obnos (rozdíl v úrocích je značný), chtějí půjčku na delší časové období nebo si nejsou jisti, zda ji budou schopni splatit. Ale jsou i výjimky.

## Způsob výplaty nebankovní půjčky
Mezi nejběžnější vyplacení nebankovní půjčky patří bezhotovostní bankovní převod, který je rychlý a snadno dostupný. Žadatel však musí vlastnit bankovní účet. Další možností je hotovostní půjčka s výplatou na ruku, poštovní poukázkou, skrze terminál Sazky nebo na čerpacích stanicích.

## Obvyklé podmínky pro získání půjčky
K získání nebankovní půjčky je zpravidla vyžadována plnoletost, občanství ČR, je potřeba mít přístup na internet, mít mobilní telefon a vlastní bankovní účet – přesné podmínky však závisí na jednotlivých společnostech.